# A. J. Epenesa
Andrew Jared Epenesa (* 15. September 1998 in Oak Park, Kansas) ist ein US-amerikanischer American-Football-Spieler auf der Position des Defensive Ends. Aktuell spielt er für die Buffalo Bills in der National Football League (NFL).

## Frühe Jahre

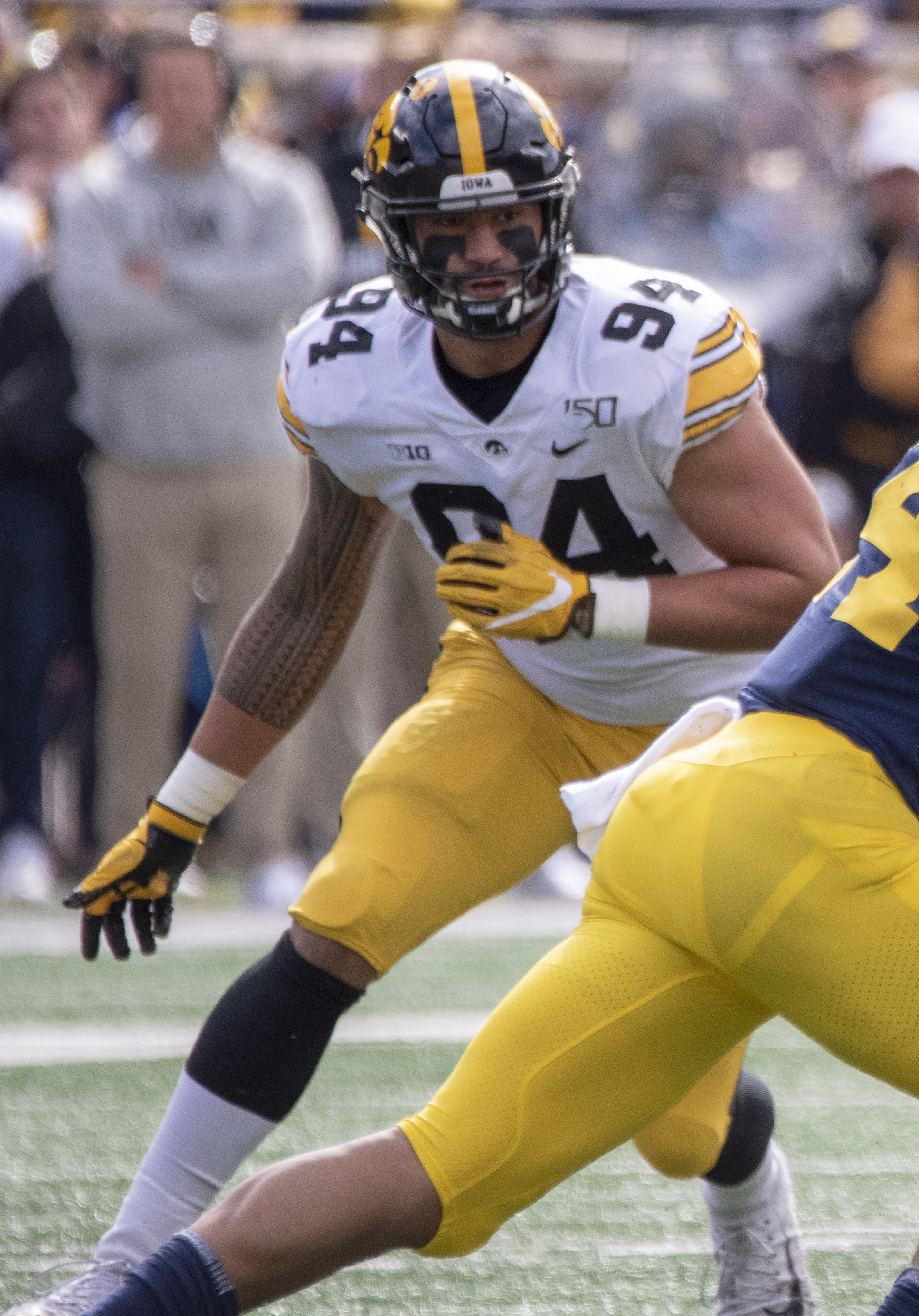
Epenesa bei den Iowa Hawkeyes (2019)

Epenesa wuchs in Edwardsville, Illinois, auf, wo er die Edwardsville High School besuchte. Er ist der Cousin von Jacob Tuioti-Mariner, der ebenfalls in der NFL spielte. An seiner Highschool war er neben der Footballmannschaft auch in der Leichtathletikmannschaft der Schule aktiv, unter anderem gewann er zweimal die Meisterschaft im Staat Illinois im Diskuswurf. Nach guten Leistungen in der Footballmannschaft erhielt er ein Stipendium der University of Iowa, für die er von 2017 bis 2019 spielte. Auch dort überzeugte er und wurde zweimal ins First-Team All Big Ten gewählt. In den drei Jahren kam Epenesa auf insgesamt 101 Tackles, 26,5 Sacks und 9 erzwungene Fumbles. Zusätzlich war er auch mit seiner Mannschaft erfolgreich, so konnte er mit den Iowa Hawkeyes 2017 den Pinstripe Bowl, 2018 den Outback Bowl und 2019 den Holiday Bowl gewinnen.

## NFL
Nach der Saison 2019 entschied sich Epenesa, am NFL Draft 2020 teilzunehmen. Er wurde in der 2. Runde an 54. Stelle von den Buffalo Bills ausgewählt. Sein NFL-Debüt gab er am 2. Spieltag beim 31:28-Sieg der Bills gegen die Miami Dolphins. In der darauffolgenden Woche konnte Epenesa auch seinen ersten Sack verzeichnen, diesmal beim 35:32-Sieg der Bills gegen die Los Angeles Rams an deren Quarterback Jared Goff. Auch in der restlichen Saison kam er zu gelegentlichen Einsatzzeiten in der Defense und in den Special Teams, allerdings konnte er sich noch nicht als Stammspieler etablieren. Am letzten Spieltag stand er beim 56:26-Sieg gegen die Miami Dolphins zum ersten Mal als Starter auf dem Feld und verzeichnete einen Saisonhöchstwert von drei Tackles. Allerdings hatten die Bills zu diesem Zeitpunkt bereits die AFC East gewonnen und sich für die Playoffs qualifiziert. Dort trafen sie in der 1. Runde auf die Indianapolis Colts, bei dem 27:24-Sieg kam Epenesa zu seinem Postseason-Debüt. Auch beim darauffolgenden 17:3-Sieg gegen die Baltimore Ravens in der 2. Runde und der 24:38-Niederlage gegen die Kansas City Chiefs im AFC Championship Game kam Epenesa zum Einsatz, jedoch stets als Backup. Insgesamt kam er in seiner Rookie-Saison auf 14 Einsätze mit 14 Tackles und einem Sack in der Regular Season, hinzu kommen 3 Einsätze mit drei Tackles in der Postseason.
Auch in der Saison 2021 blieb Epenesa vorrangig in der Special Teams sowie als Back-up in der Defense aktiv. Im Dezember 2021 verpasste er jedoch zwei Spiele aufgrund einer Erkrankung an COVID-19. Am 18. Spieltag konnte er beim 27:10-Sieg gegen die New York Jets deren Quarterback Zach Wilson kurz vor Spielende einmal sacken. Wie bereits in der Vorsaison konnte er mit seinem Team die AFC East gewinnen und sich somit für die Playoffs qualifizieren. Auch dort kam Epenesa in beiden Spielen, einem 47:17-Sieg gegen die New England Patriots in der ersten Runde sowie einer 36:42-Niederlage gegen die Kansas City Chiefs in der Divisional-Runde, bei welcher er sogar zwei Tackles verzeichnen konnte, zum Einsatz.
Über den Status als Backup kam Epenesa auch in der Saison 2022 nicht heraus. Allerdings konnte er direkt am 1. Spieltag beim 31:10-Sieg gegen die Los Angeles Rams 1,5 Sacks an deren Quarterback Matthew Stafford verzeichnen, sein neuer Karrierehöchstwert. Beim 38:3-Sieg gegen die Pittsburgh Steelers am 5. Spieltag wurde Epenesa vorzeitig vom Spiel ausgeschlossen, nachdem er zuvor einen Schiedsrichter mit dem Ellenbogen geschlagen hatte. Bei der 30:33-Niederlage gegen die Minnesota Vikings am 10. Spieltag stand er zum ersten Mal in der Saison und erst zweiten Mal überhaupt in der Startformation der Bills, im Spiel gelangen ihm 3 Tackles und ein Sack. Gerade in der zweiten Saisonhälfte konnte Epenesa mehr von sich überzeugen und mit insgesamt 6,5 Sacks war er in dieser Kategorie der drittbeste Spieler seines Vereins hinter Von Miller und Gregory Rousseau mit jeweils 8 Sacks. Mit 13 Siegen aus 16 Spielen qualifizierten sich die Bills erneut für die Playoffs, aus denen sie jedoch in der Divisional-Runde mit 10:27 gegen die Cincinnati Bengals ausschieden. Epenesa kam in beiden Postseason-Spielen zum Einsatz.
In der Saison 2023 blieb Epenesa Backup in der Defense der Bills, diesmal hinter Gregory Rousseau und Leonard Floyd. Am 3. Spieltag der Saison konnte er jedoch beim 37:3-Sieg gegen die Washington Commanders seine erste Interception in der Liga von Sam Howell fangen und diese auch direkt für 32 Yards zu seinem ersten Touchdown zurück tragen. Bei der 20:25-Niederlage gegen die Jacksonville Jaguars am 5. Spieltag stand er das einzige Mal in der Saison in der Startformation, und konnte prompt mit zwei Sacks einen neuen Karrierebestwert aufstellen. Beim 20:17-Sieg gegen die Kansas City Chiefs gelang ihm seine zweite Interception in der Saison, diesmal von Patrick Mahomes. Insgesamt gelangen ihm, wie schon in der Vorsaison, 6,5 Sacks. Außerdem konnte er sich mit den Bills erneut für die Playoffs qualifizieren. Dort scheiterten sie jedoch erneut in der Divisional Round, diesmal an den Kansas City Chiefs.
Zu Beginn der Saison 2024 unterschrieb Epenesa einen neuen Vertrag über zwei Jahre bei den Bills. Außerdem erarbeitete er sich erstmals einen Stammplatz als Defensive End. Beim 23:20-Sieg gegen die New York Jets am 6. Spieltag konnte er deren Quarterback Aaron Rodgers zweimal sacken und somit seinen Karrierehöchstwert aus der Vorsaison egalisieren. Beim erneuten Spiel gegen die Jets am 17. Spieltag, einem 40:14-Sieg, gelang ihm sogar durch einen Sack an Rodgers ein Safety. Erneut gewannen die Bills die AFC East und zogen in die Playoffs ein. Dort kam Epenesa erstmals in allen drei Spielen als Starter zum Einsatz, jedoch unterlagen die Bills im AFC Championship Game den Kansas City Chiefs.

## Persönliches
Epenesas Cousin Jacob Tuioti-Mariner ist ebenfalls ein Footballspieler in der NFL.

## Karrierestatistiken
| Legende | Legende            |
| ------- | ------------------ |
| Fett    | Karrierehöchstwert |

### Regular Season
| Saison                             | Team             | Spiele | Spiele  | Tackles | Tackles | Tackles | Tackles | Tackles  | Interceptions | Interceptions | Interceptions | Interceptions | Interceptions | Interceptions | Fumbles | Fumbles | Fumbles |
| Saison                             | Team             | Gesamt | Starter | Gesamt  | Solo    | Assist  | Sacks   | Safeties | PD            | Int           | Yards         | Durchschnitt  | Lang          | TD            | FF      | FR      | TD      |
| ---------------------------------- | ---------------- | ------ | ------- | ------- | ------- | ------- | ------- | -------- | ------------- | ------------- | ------------- | ------------- | ------------- | ------------- | ------- | ------- | ------- |
| 2020                               | Bills            | 14     | 1       | 14      | 11      | 3       | 1,0     | 0        | 1             | 0             | 0             | 0,0           | 0             | 0             | 0       | 0       | 0       |
| 2021                               | Bills            | 14     | 0       | 14      | 8       | 6       | 1,5     | 0        | 1             | 0             | 0             | 0,0           | 0             | 0             | 0       | 0       | 0       |
| 2022                               | Bills            | 16     | 2       | 16      | 13      | 3       | 6,5     | 0        | 5             | 0             | 0             | 0,0           | 0             | 0             | 2       | 1       | 0       |
| 2023                               | Bills            | 15     | 1       | 20      | 9       | 11      | 6,5     | 0        | 8             | 2             | 38            | 19,0          | 32            | 1             | 1       | 1       | 0       |
| 2024                               | Bills            | 17     | 13      | 39      | 23      | 16      | 6,0     | 1        | 2             | 0             | 0             | 0,0           | 0             | 0             | 2       | 0       | 0       |
| Gesamte Karriere                   | Gesamte Karriere | 75     | 17      | 103     | 64      | 39      | 21,5    | 1        | 17            | 2             | 38            | 19,0          | 32            | 1             | 5       | 2       | 0       |
| Quelle: pro-football-reference.com |                  |        |         |         |         |         |         |          |               |               |               |               |               |               |         |         |         |

### Postseason
| Saison                             | Team             | Spiele | Spiele  | Tackles | Tackles | Tackles | Tackles | Tackles  | Interceptions | Interceptions | Interceptions | Interceptions | Interceptions | Interceptions | Fumbles | Fumbles | Fumbles |
| Saison                             | Team             | Gesamt | Starter | Gesamt  | Solo    | Assist  | Sacks   | Safeties | PD            | Int           | Yards         | Durchschnitt  | Lang          | TD            | FF      | FR      | TD      |
| ---------------------------------- | ---------------- | ------ | ------- | ------- | ------- | ------- | ------- | -------- | ------------- | ------------- | ------------- | ------------- | ------------- | ------------- | ------- | ------- | ------- |
| 2020                               | Bills            | 3      | 0       | 3       | 3       | 0       | 0,0     | 0        | 1             | 0             | 0             | 0,0           | 0             | 0             | 0       | 0       | 0       |
| 2021                               | Bills            | 2      | 0       | 2       | 0       | 2       | 0,0     | 0        | 1             | 0             | 0             | 0,0           | 0             | 0             | 0       | 0       | 0       |
| 2022                               | Bills            | 2      | 0       | 1       | 1       | 0       | 0,0     | 0        | 0             | 0             | 0             | 0,0           | 0             | 0             | 0       | 0       | 0       |
| 2023                               | Bills            | 2      | 0       | 1       | 1       | 0       | 0,0     | 0        | 1             | 0             | 0             | 0,0           | 0             | 0             | 0       | 0       | 0       |
| 2024                               | Bills            | 3      | 3       | 8       | 4       | 4       | 0,0     | 0        | 0             | 0             | 0             | 0,0           | 0             | 0             | 0       | 0       | 0       |
| Gesamte Karriere                   | Gesamte Karriere | 12     | 3       | 15      | 9       | 6       | 0,0     | 0        | 3             | 0             | 0             | 0,0           | 0             | 0             | 0       | 0       | 0       |
| Quelle: pro-football-reference.com |                  |        |         |         |         |         |         |          |               |               |               |               |               |               |         |         |         |